# Kanton Pont-d'Ain
Kanton Pont-d'Ain (fr. Canton de Pont-d'Ain) je francouzský kanton v departementu Ain v regionu Rhône-Alpes. Skládá se z 24 obcí. Před reformou kantonů 2014 se skládal z 11 obcí.

## Obce kantonu
od roku 2015:
| - Bolozon - Boyeux-Saint-Jérôme - Ceignes - Cerdon - Challes-la-Montagne - Dortan - Izernore - Jujurieux - Labalme - Leyssard - Matafelon-Granges - Mérignat | - Neuville-sur-Ain - Nurieux-Volognat - Peyriat - Poncin - Pont-d'Ain - Priay - Saint-Alban - Saint-Jean-le-Vieux - Samognat - Serrières-sur-Ain - Sonthonnax-la-Montagne - Varambon |

před rokem 2015:
- Certines
- Dompierre-sur-Veyle
- Druillat
- Journans
- Neuville-sur-Ain
- Pont-d'Ain
- Priay
- Saint-Martin-du-Mont
- Tossiat
- La Tranclière
- Varambon